# Béquignol blanc
Le béquignol blanc est un cépage français de raisins blancs.

## Origine et répartition géographique
Il provient du Bordelais ou du Sud-Ouest. Il est une variété du béquignol et il est cultivé dans les Pyrénées-Atlantiques. Le cépage est sans intérêt commercial.
Sont aussi connues les variétés béquignol et béquignol gris.

## Caractères ampélographiques
- Extrémité du jeune rameau épanoui, cotonneux blanc à liseré carminé.
- Jeunes feuilles duveteuses à plages bronzées.
- Feuilles adultes, orbiculiares à cinq lobes avec des sinus latéraux étroits ou à bords superposés, un sinus pétiolaire en lyre, des dents ogivales et étroites, un limbe légèrement aranéeux en dessous.

## Aptitudes culturales
Ce cépage débourre quelques jours après le Chasselas et sa maturité est de deuxième époque : 10 jours après le Chasselas.
C'est un cépage de bonne vigueur mais peu productif. Pour obtenir une récolte satisfaisante, on le taille long.

## Potentiel technologique
Les grappes sont de taille petites à moyennes et les baies sont moyennes. Le cépage est sensible à l'oïdium mais assez résistant au mildiou et aux gelées d'hiver.

## Synonymes
néant